# Portugal International 2024
Die Portugal International 2024 fanden vom 6. bis zum 10. März 2024 in Caldas da Rainha statt. Sie wurden im Centro de Alto Rendimento de Badminton ausgetragen, dem Leistungszentrum des portugiesischen Badmintonverbands Federação Portuguesa de Badminton. Es war die 59. Auflage dieser internationalen Titelkämpfe von Portugal im Badminton.

## Sieger und Platzierte
| Disziplin    | Gold                            | Silber                        | Bronze                      |
| ------------ | ------------------------------- | ----------------------------- | --------------------------- |
| Herreneinzel | Joakim Oldorff                  | Liao Jhuo-fu                  | Harry Huang                 |
| Herreneinzel | Joakim Oldorff                  | Liao Jhuo-fu                  | Matthias Kicklitz           |
| Dameneinzel  | Devika Sihag                    | Rachel Chan                   | Jaslyn Hooi                 |
| Dameneinzel  | Devika Sihag                    | Rachel Chan                   | Megan Lee Xin Yi            |
| Herrendoppel | Chen Zhi-ray Lin Yu-chieh       | Chen Cheng-kuan Chen Sheng-fa | Rory Easton Alex Green      |
| Herrendoppel | Chen Zhi-ray Lin Yu-chieh       | Chen Cheng-kuan Chen Sheng-fa | Maël Cattoen Lucas Renoir   |
| Damendoppel  | Chloe Birch Estelle van Leeuwen | Abbygael Harris Annie Lado    | Paula Lopez Lucía Rodríguez |
| Damendoppel  | Chloe Birch Estelle van Leeuwen | Abbygael Harris Annie Lado    | Simran Singhi Ritika Thaker |
| Mixed        | Ethan van Leeuwen Chloe Birch   | Rory Easton Lizzie Tolman     | Chen Cheng-kuan Hsu Yin-hui |
| Mixed        | Ethan van Leeuwen Chloe Birch   | Rory Easton Lizzie Tolman     | Brandon Yap Abbygael Harris |